# ハロー!プロジェクトスポーツフェスティバル
ハロー!プロジェクトスポーツフェスティバルとは、ハロー!プロジェクトが実施したスポーツイベントである。「ハロー!プロジェクト大運動会」という名称で行われたこともある。

## 概要
ハロー!プロジェクトスポーツフェスティバルとは、ハロー!プロジェクトが2001年から2006年まで実施していたスポーツイベントである。初期には「Hello! Project大運動会」という名称で行われていたこともある。「ハロー!プロジェクトのメンバーの全員出席」をうたっているものの、これまで舞台などのほかの仕事を優先したことによる欠席や、不祥事による欠席、練習時などの怪我のための欠席などがある。

## 実施状況
2001年から2006年まで何度か実施されているが、実施時期は不定期であり、実施場所もさまざまである。
- 2001年：Hello! Project大運動会
  - 3月31日：さいたまスーパーアリーナ
- 2002年：2002年ハロー!プロジェクト大運動会
  - 11月3日：大阪ドーム
- 2003年：ハロー!プロジェクト スポーツフェスティバル2003
  - 11月16日：大阪ドーム
  - 11月22日：東京ドーム
- 2004年：Hello! Project SPORTS FESTIVAL 2004
  - 11月14日：豊田スタジアム
  - 12月5日：さいたまスーパーアリーナ
- 2006年：Hello! Project SPORTS FESTIVAL 2006
  - 3月19日：さいたまスーパーアリーナ

## 参加者およびチーム分け
毎回ほぼ同人数のふたつのチームに分かれるが、チームの名称もメンバーの組み分けも毎年異なっている。それぞれの組み分けで歌を披露する必要がないため、ワンダフルハーツとエルダークラブのようなハロープロジェクトのコンサートにおける組み分けとは異なり、モーニング娘。などの一つのグループのメンバーが別々のチームにほぼ均等な人数に分かれて所属する形をとっており、競技終了後に行われるミニコンサートにおいてはこの競技用の組み合わせではなく元々のグループ・ユニットの組み合わせに戻って行われている。それぞれのチームでは中澤裕子・安倍なつみ・飯田圭織などの年長の古参メンバーがリーダーやサブリーダーを務めている。この他にチームには入っていないが2006年のメトロラビッツH.P.によるキックベースボールの試合でのアシスタントをハロプロエッグの7名が担当していた。
- 2001年
  - 紅組（13名）
    - 中澤裕子（キャプテン）、安倍なつみ、矢口真里、石川梨華、辻希美、りんね、あさみ、柴田あゆみ、大谷雅恵、斉藤瞳、村田めぐみ、前田有紀、松浦亜弥

  - 白組（13名）
    - 平家みちよ（キャプテン）、飯田圭織、保田圭、後藤真希、吉澤ひとみ、加護亜依、稲葉貴子、アヤカ、ミカ、レファ、北上アミ、大木衣吹、末永真己
- 2002年
  - 紅組（22名）
    - 平家みちよ（キャプテン）、稲葉貴子（副キャプテン）、 安倍なつみ、矢口真里、吉澤ひとみ、辻希美、高橋愛、小川麻琴、松浦亜弥、アヤカ、里田まい、斉藤瞳、大谷雅恵、石井リカ、矢島舞美、夏焼雅、須藤茉麻、熊井友理奈、中島早貴、鈴木愛理、菅谷梨沙子、萩原舞

  - 青組（21名）
    - 中澤裕子（キャプテン）、保田圭（副キャプテン）、飯田圭織、石川梨華、加護亜依、紺野あさ美、新垣里沙、後藤真希、ミカ、あさみ、村田めぐみ、柴田あゆみ、前田有紀、藤本美貴、嗣永桃子、清水佐紀、梅田えりか、村上愛、石村舞波、徳永千奈美、岡井千聖
- 2003年
  - ブルーハロー（22名）
    - 中澤裕子（リーダー）、飯田圭織（サブリーダー）、石川梨華、辻希美、小川麻琴、藤本美貴、田中れいな、道重さゆみ、松浦亜弥、前田有紀、アヤカ、ミカ、斉藤瞳、柴田あゆみ、萩原舞、岡井千聖、石村舞波、村上愛、矢島舞美、徳永千奈美、熊井友理奈、梅田えりか

  - オレンジプロジェクト（23名）
    - 保田圭（リーダー）、安倍なつみ（サブリーダー）、矢口真里、吉澤ひとみ、加護亜依、高橋愛、紺野あさ美、新垣里沙、亀井絵里、後藤真希、稲葉貴子、あさみ、みうな、里田まい、大谷雅恵、村田めぐみ、中島早貴、清水佐紀、鈴木愛理、嗣永桃子、夏焼雅、菅谷梨沙子、須藤茉麻
- 2004年
  - アクアスターズ（23名）
    - 中澤裕子（リーダー）、飯田圭織、矢口真里、吉澤ひとみ、紺野あさ美、藤本美貴、亀井絵里、道重さゆみ、辻希美、松浦亜弥、前田有紀、あさみ、大谷雅恵、柴田あゆみ、岡田唯、村上愛、中島早貴、鈴木愛理、清水佐紀、須藤茉麻、夏焼雅、石村舞波、熊井友理奈

  - ホワイトダイヤモンズ（23名）
    - 保田圭（リーダー）、安倍なつみ（サブリーダー）[1]、後藤真希、石川梨華、高橋愛、小川麻琴、新垣里沙、田中れいな、加護亜依、アヤカ、里田まい、みうな、村田めぐみ、斉藤瞳、三好絵梨香、稲葉貴子、梅田えりか、矢島舞美、岡井千聖、萩原舞、嗣永桃子、徳永千奈美、菅谷梨沙子
- 2006年
  - グリーンアスパラ（21名）[2]
    - 稲葉貴子（リーダー）、飯田圭織（サブリーダー）、吉澤ひとみ、高橋愛、紺野あさ美、新垣里沙、亀井絵里、田中れいな、松浦亜弥、斉藤瞳、大谷雅恵、あさみ、アヤカ、岡田唯、清水佐紀、徳永千奈美、夏焼雅、菅谷梨沙子、矢島舞美、中島早貴、有原栞菜

  - レッドトマト（22名）
    - 中澤裕子（リーダー）、安倍なつみ（サブリーダー）、小川麻琴、藤本美貴、道重さゆみ、久住小春、後藤真希、柴田あゆみ、村田めぐみ、里田まい、みうな、辻希美、石川梨華、三好絵梨香、前田有紀、嗣永桃子、須藤茉麻、熊井友理奈、梅田えりか、村上愛、鈴木愛理、萩原舞

## 実施内容
本イベントの内容は、
1. ハロープロジェクトのメンバーが2組に分かれて勝敗を競う対抗戦
2. フットサルやキックベースボールの対外戦や紅白戦
3. ミニライブ

からなっているが、それぞれの内容は毎回少しずつ異なっている。

### 対抗戦
ハロー!プロジェクトの参加メンバーが、2組に分かれてさまざまな競技の勝敗を競う対抗戦である。
競技種目は短距離走、長距離走、騎馬戦、クイズなどを絡めたゲーム色の強い障害競走、跳び箱などの陸上競技を中心としたものである。

### 対外戦
- 2003年
  - 11月16日
    - ハロプロ選抜対スペランツァF.C.高槻 0－7

  - 11月22日
    - ハロプロ選抜対十城クラブ 2－9
- 2004年
  - 11月14日
    - Gatas Brilhantes H.P.対Carezza 2－3
    - ガッタスユースの紅白戦

  - 12月5日
    - Gatas Brilhantes H.P.対リアリー?マドリッド 3－0
    - ガッタスユースの紅白戦
- 2006年
  - 3月19日
    - Gatas Brilhantes H.P.対 十条FC 0-4[3]
    - リトルガッタス対FANTASISTA 0-2
    - メトロラビッツH.P.対「船小リトルシップ」[4] 3-24

## 関連商品

### 写真集
- HELLO! PROJECT SPORTS FESTIVAL 2003速報（2003年12月1日 産経新聞社）

### 映像商品
多くの映像商品が作成されているが、ほとんどはハロー!プロジェクトのファンクラブ限定で提供されている。

#### VHS
- Hello! Project大運動会 競技編
- HELLO! PROJECT SPORTS FESTIVAL IN OSAKA DOME 2002.11.03

#### DVD
- HELLO! PROJECT SPORTS FESTIVAL 2003（2004年1月30日）
- 中澤裕子ドキュメント30歳の走り（2004年1月30日）
- HELLO! PROJECT SPORTS FESTIVAL 2004（2005年3月5日）
- 中澤裕子31歳の挑戦?燃え尽きたか!?青春?（2005年3月5日）
- HELLO! PROJECT SPORTS FESTIVAL 2006 in SAITAMA SUPER ARENA?HELLO! DIVA ATHLETE?（2006年7月1日）
- ソロDVD on HELLO! PROJECT SPORTS FESTIVAL 2006（2006年7月1日）